# 長谷川真弓 (ファッションデザイナー)
長谷川 真弓（はせがわ まゆみ、1977年7月6日 - ）は日本のファッションデザイナー。MAYUMI HASEGAWAのデザイナー兼株式会社マーユ専務取締役を経て現在同社契約デザイナー。工学院大学建築学科卒業。

## 来歴
- 1977年7月6日、東京都に生まれる。
- 2003年、株式会社マーユを設立。レザーブランドMAYUMI HASEGAWAを創立。革製品を主体とした手作り量産体制を確立させる。
- 2005年、ビームス本社ビルのインターナショナルギャラリービームス新装オープンに際し、2F内装の壁面に使用する皮革のデザイン・制作・染色加工を担当。
- 2006年、表参道に直営店を開店。
- 2007年、表参道キャットストリート沿いに犬のレザーブランド・CANE RICCO（カーネ・リッコ）期間限定店を開店。
- 2008年7月、バンタンデザイン研究所の特別講師としてパイソン染色から制作までの、ワークショップ及び革全般に関する講義を行う。
- 2009年、9月よりMAYUMI　HASEGAWA直営店を東京・八丁堀に移転。アトリエSHOPとして開店。

## 人物
日本発レザーブランド・MAYUMI　HASEGAWAの創立デザイナー。2010年秋よりフリーデザイナーとして独立。中学・高校の同級生に元宝塚歌劇団・現在は女優の大和悠河がいる。
工学院大学建築学科卒業後、独学で革全般に関するなめし、染色、製造過程を学ぶ。

## 作風・特徴
作品は、日本製・手作り感のあるものに拘っている。染色は幾色も織り交ぜたようなグラデーション染色が特徴。
パイソンレザー（主に蛇革はダイヤモンドパイソン）・牛革・クロコダイルレザー・鹿革・馬革・豚革と様々なレザーアイテムを手掛ける。
アイテムは財布・バッグ・ベルト・靴・アクセサリー・ゲーム機などのカバーケース・衣服・下着など幅広い。
物作りのパイオニアとしてアパレル業界に留まらず、他業種とのコラボレーションも注目されている。